# Складчастість гравітаційна
Складчастість гравітаційна (рос. складчастость  гравитационная, англ. gravitational folding, нім. Gravitationsfaltung f) – складчастість, що виникає в товщі гірських порід при сповзанні останньої з підняття під дією власної ваги. Пласти, що проковзують вниз,  зустрічають опір інших пластів, які не порушені цим процесом, і як наслідок цього зминаються у складки. Виникає при досить великій вертикальній амплітуді можливого сповзання товщі й наявності в основі товщі високопластичних порід. Інтенсивність складчастості зростає при збільшенні потужності сповзаючої товщі й амплітуди її переміщення. 
Уперше Складчастість гравітаційна експериментально була доведена Рейєром (Reyer, 1892), термін почав широко застосовуватися за кордоном у 30-х рр. XX ст., а з 40-х рр. і у вітчизняній літературі. 
Складчастість гравітаційна пояснює велику роль в деформації земної кори вертикальних рухів.

## Різновиди складчастості
| - Атектонічна складчастість - Складчастість платформна - Складчастість течії - Складчастість діапірова - Складчастість постумна - Складчастість гравітаційна - Складчастість брилова - Складчастість голоморфна - Складчастість ідіоморфна - Складчастість дисгармонійна - Складчастість нагнітання - Кулісоподібна складчастість | - Складчастість куполоподібна - Складчастість успадкована - Складчастість конседиментаційна - Кулісоподібна складчастість - Складчастість паралельна - Складчастість накладена - Складчастість головна - Складчастість поперечна - Складчастість проміжна - Складчастість консеквентна - Складчастість бокового тиску |